# Cone duplo (biologia)
Os cones duplos, conhecidos também como cones gêmeos quando os dois membros são do mesmo tipo, são as células (individualmente ou a estrutura composta por elas) formadas por duas células cone (fotorreceptores de detecção de cor) unidas que também podem ser acopladas óptica / eletricamente.
Eles são o tipo mais comum de células cone em peixes, répteis, pássaros e monotremados, como o ornitorrinco, e estão presentes na maioria dos vertebrados, embora tenham sido notados como ausentes na maioria dos mamíferos placentários (incluindo humanos), elasmobrânquios e bagres. Existem muitas junções comunicantes entre as células dos cones duplos dos peixes.  Sua função, caso tenham alguma função diferente em comparação com cones individuais, é amplamente desconhecida; especula-se que suas atividades incluam tarefas acromáticas (visão não colorida), como detecção de luminância, movimento e visão de polarização.
Alguns cones duplos têm membros com pigmentos visuais idênticos, enquanto outros têm membros com diferentes tipos de cones. Uma pesquisa comportamental sobre o peixe-porco Rhinecanthus aculeatus, forneceu evidências de que membros individuais de cones duplos podem atuar como canais independentes de informação de cor.
Em um livro sobre a visão em peixes, James Bowmaker escreve que cones duplos tendem a ser sensíveis a comprimentos de onda de luz mais longos do que cones individuais. Ele também afirma que os cones individuais são geralmente menores do que os membros individuais dos cones duplos.